# برتراند پیتون
برتراند پیتون (انگلیسی: Bertrand Piton؛ زادهٔ ۱۹ اوت ۱۹۷۰) بازیکن فوتبال اهل فرانسه است.
از باشگاه‌هایی که در آن بازی کرده‌است می‌توان به باشگاه فوتبال ستاره سرخ و باشگاه فوتبال سوشو اشاره کرد.